# Ielizaveta Bíkova
Ielizaveta (Elisaveta, Elisabeth) Ivanovna Bíkova (Bykova) (en rus: Елизавета Ивановна Быкова; Bogolyubovo, Rússia, 4 de novembre de 1913 - Moscou, 8 de març de 1989) fou una jugadora d'escacs soviètica, la tercera i la cinquena Campiona del món d'escacs, entre 1953 i 1956, i entre 1958 i 1962.

## Resultats destacats en competició
El 1938 va guanyar el campionat femení de Moscou. Després de la II Guerra Mundial, quedà campiona en tres ocasions del Campionat d'escacs femení de la Unió Soviètica (1946, 1947 i 1950).
El 1950 fou quarta al Campionat del Món femení de 1950, a Moscou. Després de guanyar, el 1952, el torneig de Candidates de Moscou, el 1953 va vèncer a Leningrad la Campiona del Món regnant Liudmila Rudenko en un matx (+7 -5 =2). El 1956 va perdre el títol a favor d'Olga Rubtsova, però el recuperà dos anys després, el 1958, en matx individual a catorze partides, que quedà 8,5 a 5,5 (+4 -7 =3). Fou la primera dona a ser dos cops campiona del món.
El 1959 va defensar el títol amb èxit en matx individual a Moscou contra Kira Zvorykina (+6 -2 =5), però el 1962 el va perdre també en matx, a Moscou, contra l'estrella emergent (de 21 anys) Nona Gaprindaixvili (+0 -7 =4).

## Altres activitats
Bíkova treballava com a enginyera en una impremta de Moscou, i fou també columnista d'escacs a l'URSS. El 1951 va publicar un llibre sobre els escacs femenins a la Unió Soviètica.